# Ilian Iliev
Ilian Dimov Iliev, né le 2 juillet 1968 à Varna, est un footballeur international bulgare reconverti entraîneur.

## Biographie

### Carrière de joueur (1988-2004)
Formé au PFK Tcherno More Varna, il signe au Levski Sofia en 1991 où il remportera le championnat bulgare à trois reprises ainsi que la coupe nationale à deux reprises. Après un passage en prêt en Turquie, il s'engage en 1995 dans le club portugais du Benfica avec qui il remportera la coupe du Portugal lors de la saison 1995-1996.
En 1997, Ilian Iliev fait un bref passage au Slavia Sofia pour un retour dans son pays natal. Il s'envole la même saison en direction de Bursaspor.
Lors de la saison 1998-1999, il passe par l'AEK Athènes FC et revient au Levski.
Entre 1999 et 2003, il retournera au Portugal plus précisément au Club Sport Marítimo et au SC Salgueiros.
Il termine sa carrière de joueur lors de la saison 2003-2004 dans son club formateur de Cherno More Varna.
Entre 1991 et 2000, il comptabilise 34 matchs et 3 buts en sélection nationale bulgare, avec une participation à la Coupe du monde de football 1998 en France.

### Carrière d'entraineur (depuis 2004)
Dans la foulée de sa carrière de joueur, Iliev entraîne son club formateur du Tcherno More Varna jusqu'a son départ le 4 mars 2006.
Il entraine ensuite le club du Beroe Stara Zagora à deux reprises (2006-2007 et 2008-2012) où il remporte la coupe nationale 2009-2010.
En mai 2014, il devient manager Grupo Desportivo Interclube de Angola, avec son compatriote Petar Kostadinov comme adjoint.
Iliev revient ensuite en Bulgarie au Lokomotiv Plovdiv et au Vereya Stara Zagora.
Depuis 2018, il est l'entraineur du club de ses débuts, le Tcherno More Varna qu'il stabilise en haut de tableau avec notamment une deuxième place de la ligue bulgare 2023-2024, la meilleure place du club depuis sa création.
Le 1er novembre 2023, en parallèle de son poste d'entraineur du Tcherno More, Ilian Iliev est nommé sélectionneur de l'équipe de Bulgarie, en remplacement de Mladen Krstajić, renvoyé quelques jours auparavant.